# Pihhuniya
Pihhuniya va ser un rei dels kashkes, l'únic rei conegut dels que va tenir aquest poble. Va viure a la segona meitat del segle xiv aC.
Els kashkes eren una confederació tribal establerta a la zona nord oriental d'Anatòlia, a la vora de la mar Negra, des de la primera meitat del segon mil·lenni aC. Els textos hitites conservats en parlen molt sovint, ja que va ser una preocupació constant pels reis de l'Imperi hitita degut a les seves repetides incursions.
Mai no van aconseguir d'organitzar-se i dur a terme una acció unitària, excepte durant un breu període. Se sap, pels "Annals de Mursilis", que un cap kashka anomenat Pihhuniya de la terra de Tipiya, va unificar les tribus kashkes i es va proclamar rei. Pihhuniya va iniciar els atacs amb els quals va aconseguir el domini de la Terra Alta Hitita i de la ciutat d'Istitina que va convertir en "pastura pels ramats kashka". El rei hitita Mursilis II va exigir a Pihhuniya l'evacuació dels territoris ocupats però no el va escoltar, i Mursilis va marxar a la Terra Alta Hitita i va atacar al rei kashka, expulsant-lo d'allí i recuperant els territoris conquerits; els kashka es van retirar seguint una política de terra cremada: ciutats i camps quedaven desolats, però Mursilis pacientment les va reconstruir; el rei va arribar a Tipiya, la ciutat capital dels kashka, que va cremar. Pihhuniya es va anar a postrar als peus del rei, que el va portar captiu a Hattusa. La seva sort final es desconeix.